# Rio Mecru
Mecru (em francês: Mékrou) é o rio do Burquina Fasso, Níger e Benim que flui através do Parque Nacional W. É afluente do Níger e forma parte da fronteira entre Benim e Níger e parte da fronteira entre Benim e Burquina Fasso. Nasce ao norte de Cuandé, no Benim, e flui por 410 quilômetros até se juntar ao Níger em Bumba, no Níger. Sua bacia engloba área de 10 500 quilômetros quadrados.